# Amphiura lacazei
Amphiura lacazei is een slangster uit de familie Amphiuridae.
De wetenschappelijke naam van de soort werd in 1976 gepubliceerd door Alain Guille.